# KFUK-KFUMs Riksforbund
KFUK-KFUMs Riksforbund forkortelse for Kristliga Föreningen av Unga Kvinnor och Kristliga Föreningen av Unga Mäns Riksforbund er en svensk kristen bevægelse, som er en del af de to verdensbevægelser YMCA (KFUM) og YWCA (KFUK). 

## Eksterne henviser
- KFUK-KFUMs Riksforbunds officielle hjemmeside (svensk)